# Motion
Motion（モーション）は、Appleが開発・販売するmacOS向けモーショングラフィックス・デジタル合成ソフトウェアである。位置づけ上、Final Cut Proと密に組み合わせて使うことが出来るよう作られている。

## 歴史
2004年4月19日にデモンストレーションされた、コードネーム「Molokini」がオリジナルのプロダクトである。2005年4月に行われたNABのプレイベントにて、Appleのプロアプリケーションに加わった。発売当初はPower Mac G5およびMac OS X v10.4に最適化された。2006年1月、AppleはMotionの単体発売をやめた。ラスベガスで2007年4月15日に行われたNABにおいてAppleは、Motion 3をFinal Cut Studio 2スイートに含むという発表を行った。Motion 4は、Final Cut Studio 3スイートの一員として2009年7月23日に発表された。
2011年6月21日にリリースされたMotion 5からは、再び単体ソフトとしてMac App Storeで発売されている。
2025年3月27日、バージョン5.10でApple Intelligenceを利用しての画像生成に対応した。

## マーケット上の立ち位置
Motionはモーショングラフィックス / 映像コンポジットアプリケーションである。有名な競合ソフトとしては、アドビのAfter Effects、ディスクリートのCombustionが上げられる。Motionのバージョン3において3Dコンポジット機能とモーショントラッキング機能が加えられた。GPUアクセラレーションを有効に使う設計が念頭に置かれている。

## 主な機能と操作性
パーティクルエフェクトやフィルタ処理をリアルタイムで処理する指向性で設計されている。8ビットから32ビット浮動小数点の色深度までをGPUアクセラレーションで処理する。Motion 2からはMIDIキーボード（鍵盤 / フェーダー等）によるパラメータコントロールが可能である。Motion 3では3D合成に対応し、Motion 4では影や反射などの表現が手軽になり、緻密なテキストアニメーションを効率良く設定できるようにシーケンステキスト機能とグリフ単位の編集が改良された。

### ビヘイビア
Motionは伝統的なキーフレームアニメーションをサポートした上で、画面上の各オブジェクトの振る舞いを簡易に設定するビヘイビア機能を提供する。重力やスピンなど多数の動きを再調整可能な状態で容易に設定し、組み合わせる事が可能である。たとえばフェードイン / フェードアウト処理をビヘイビアで指定することで、透明度のためのキーフレームを調整する手間を簡略化でき、再設定・再配置が可能な操作性を実現している。
パラメータビヘイビアによって、他のビヘイビアやフィルタの各種パラメータをランダマイズしたり、指定した値の範囲で往復させるなどの設定が行える。
また、Motionのビヘイビアはキーフレームに変換可能である。

### リプリケーターとパーティクル・エミッター
この二つは、複雑な合成効果を比較的容易に実現するための機能を提供する。
Motion 2から追加されたリプリケーター機能では、様々なオブジェクトを幾何学的に並べて、タイミングを設定してサイズやシェイプを動かす事が可能である。Motionのテンプレートには、トランジション・エフェクトパターンとして再利用可能なリプリケーターパターンが豊富に含まれている。
パーティクル・エミッターは様々なオブジェクトを画面上に「ばらまく」効果を与える。雪や雨の表現を始め、煙や加算合成による炎の表現も実現できる。3D空間での表現効果も設定できる（合成される個々の要素自体は2D）。

### HUD
Motionでは、Appleの他のソフトウェアでも見られるユーザーインターフェイス「HUD（head-up displayの略）」が採用されている。Motionでは選択中の各種オブジェクトの詳細情報を緻密に操作する際は「インスペクタ」ウィンドウを利用するが、その中で代表的なパラメータの設定は、画面上にフロートしているHUDウィンドウで手軽に設定可能である。HUDウィンドウ上では位置や角度の設定のために専用のUIが表示されるオブジェクトも多数存在する。一例として、3D空間上での位置決めなどはインスペクタ上の座標入力では直感的ではないが、そのような操作が必要な時にMotionはHUD上に、ドラッグのみで回転・拡大・水平移動が可能なアイコンを配置する。また、「フェードイン・フェードアウト」ビヘイビア選択時には台形状のグラフとともにそれぞれのフレーム数を手軽に設定できるUIに切り替わる。パーティクル・エミッター選択時には、パーティクル放出範囲と勢いが合成されたUIのドラッグで設定が可能となる。
HUDは半透明で表示される。また、Motionの標準設定ではF7キーで表示／非表示を切り替えられるようになっている。

### プラグイン
Motionでは非常に多くのサードパーティー製のプラグインが発売されている。これらはFxPlugプラグインと呼ばれており、使用することで機能を拡張できる。

## Motionの動作について
MotionはAppleのCore Imageテクノロジを通して、GPUのピクセルシェーダーを多用している。Core ImageテクノロジはMac OS X Tigerから採用された。これにより、いくつものエフェクトがスローダウン無しに処理できるようになるため、グラフィックス・カードは高性能な物を選択する事が望ましい。Motionで採用されているApple独自のFxPlugプラグイン・アーキテクチャでも、GPUアクセラレーションが実現可能である。
バージョン5.5からはApple M1に対応し、パフォーマンスと効率が向上する。5.6において、Apple M1 Pro/Maxを搭載したMacBook Proではレンダリング速度や再生フレームレートが大幅に向上し、オブジェクト・トラッカー機能が追加された。